# Zone à défendre
Pour les articles homonymes, voir ZAD.

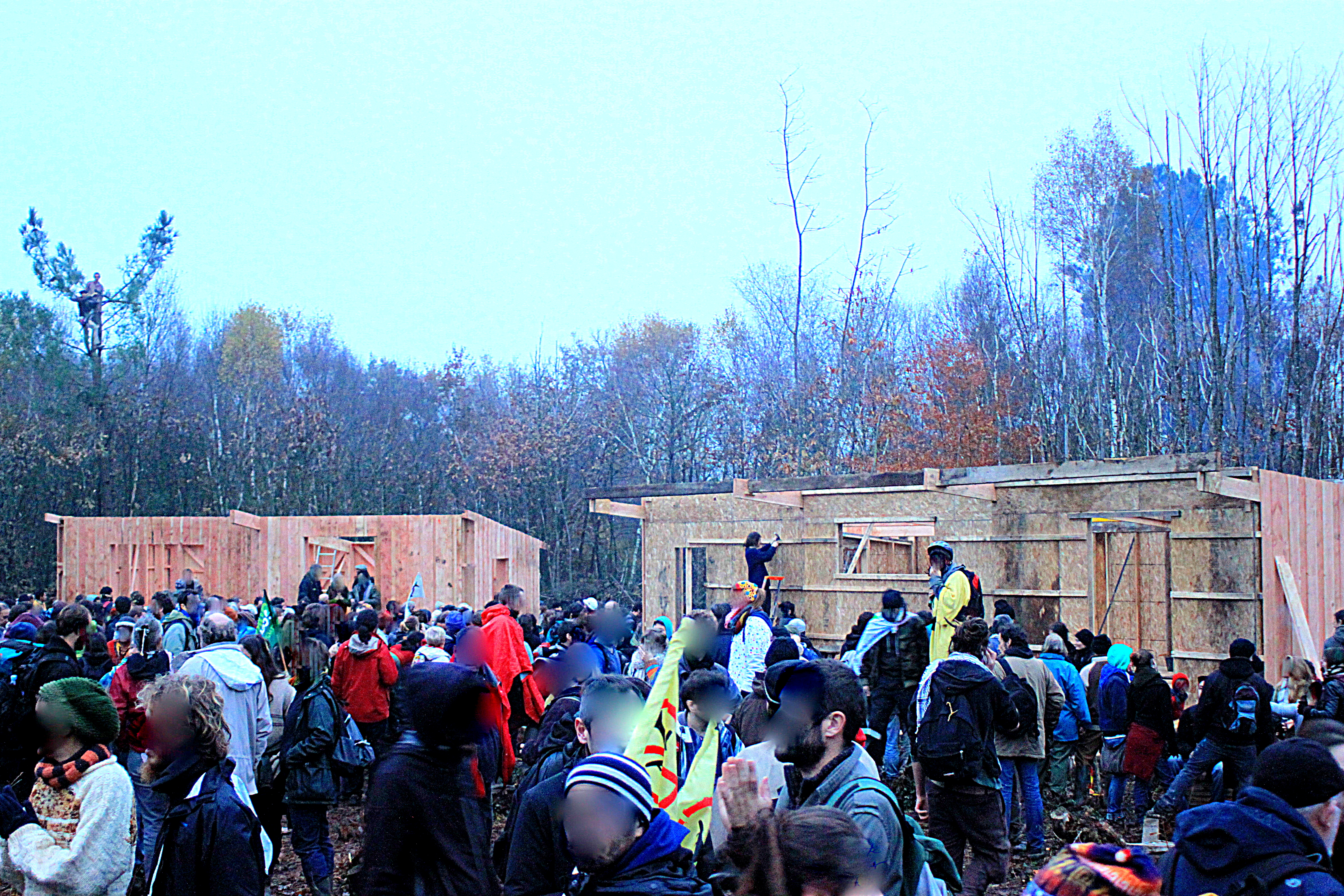
Construction de cabanons dans la ZAD de Notre-Dame-des-Landes.

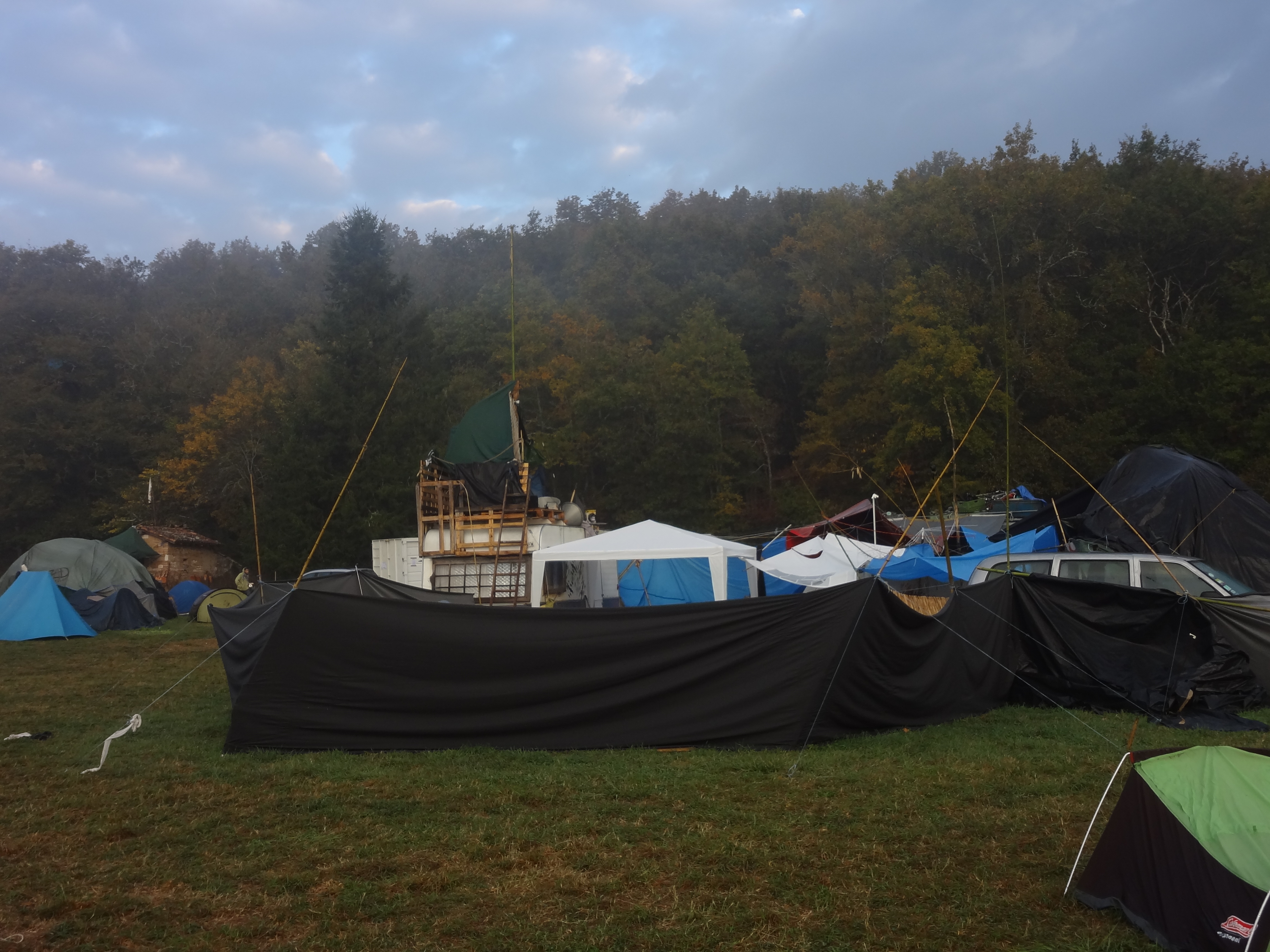
Campement autour d'un émetteur radio à la ZAD du barrage de Sivens.

L'expression zone à défendre (ZAD) est un néologisme utilisé en France, en Belgique et en Suisse pour désigner des espaces occupés illégalement par des militants dans le but de s'opposer à des projets de construction jugés néfastes pour l'environnement. Les ZAD prennent généralement la forme de squats en plein air et servent également de lieux de vie autonome,,,.
Les ZAD se trouvent principalement dans des zones ayant une importance environnementale ou agricole, bien que le terme ait également été utilisé pour des occupations en milieu urbain, comme à Rouen ou à Décines-Charpieu,. Bien qu'il n'existe pas de chiffre officiel, on estime qu'il y avait entre 10 et 15 ZAD en France au début de l'année 2016.
Les habitants des ZAD sont appelés les « zadistes ». La plupart d'entre eux sont des squatteurs de la mouvance autonome , même si, dans certains cas, par exemple à Notre-Dame-des-Landes, la population est nettement plus hétérogène, composée d'« éleveurs de père en fils, « néo-ruraux », militants anticapitalistes et « anti-système » ».

## Histoire

### Contexte
Pour Christophe Bourseiller, les ZAD sont une création de l'ultra-gauche à laquelle, par la suite, se sont adjointes d'autres courants,. Les Zones autonomes temporaires (ZAT), de provisoires occupations lors des manifestations, seront la matrice des ZAD. Les Zones à défendre permettent d'agréger le mouvement anti-autoritaire à un courant de rejet de la société de consommation : retour à l'agriculture bio et contestation de l'ordre établi. Selon Christophe Bourseiller, ce courant s'illustre par exemple à Notre-Dame-Des-Landes, où au cœur de la ZAD on trouve « le village anti-autoritaire », bastion de ces tendances.
Apparu en France au début des années 2010, le terme a été popularisé lors des oppositions de citoyens au projet de construction de l'aéroport de Notre-Dame-des-Landes, au nord de Nantes. Le mouvement des ZAD trouve ses origines dans la contestation de grands projets déclarés d'utilité publique, mais contestés à la fois au nom de la défense de l'environnement, du droit des populations locales à décider de l'avenir de leurs territoires (au prix s'il le faut d'un conflit avec les autorités) et du rejet d'une conception de l'économie productiviste. En France, les antécédents les plus célèbres au mouvement des ZAD sont la lutte du Larzac (1971-1981), les manifestations contre le projet de centrale nucléaire à Creys-Malville, dans l'Isère, en 1977 et à Plogoff à la fin des années 1970 et au début 1980. Les ZAD s'inscrivent donc dans la logique du conflit d'aménagement.
L'installation des premiers zadistes à Notre-Dame-des-Landes a commencé en 2009, à la suite de l'organisation d'un Camp Action Climat. Les ZAD se sont multipliées en France après l'expulsion manquée de celle de Notre-Dame-des-Landes à l'automne 2012. L'une des premières à se monter après l'échec de l'évacuation de la ZAD serait la ferme des Bouillons, près de Rouen, occupée contre un projet immobilier du groupe Auchan dès l'hiver 2012. Outre le cas de la ZAD de Notre-Dame-des-Landes, les cas les plus connus sont ceux de l'opposition au projet du barrage de Sivens, dans le Tarn, au Center Parcs de la forêt de Chambaran, en Isère et au Grand Contournement Ouest de Strasbourg. Avant l'expulsion réussie de plusieurs d'entre elles, la France a compté au maximum une quinzaine de ZAD, dont moins de la moitié sont ou étaient des ZAD « pleines » (Notre-Dame-des-Landes, Sivens, Roybon, les ZAD des Bouillons près de Rouen, Saint-Victor-et-Melvieu, Avignon, Décines), avec un nombre d'occupants permanents variant entre 200 et 300.

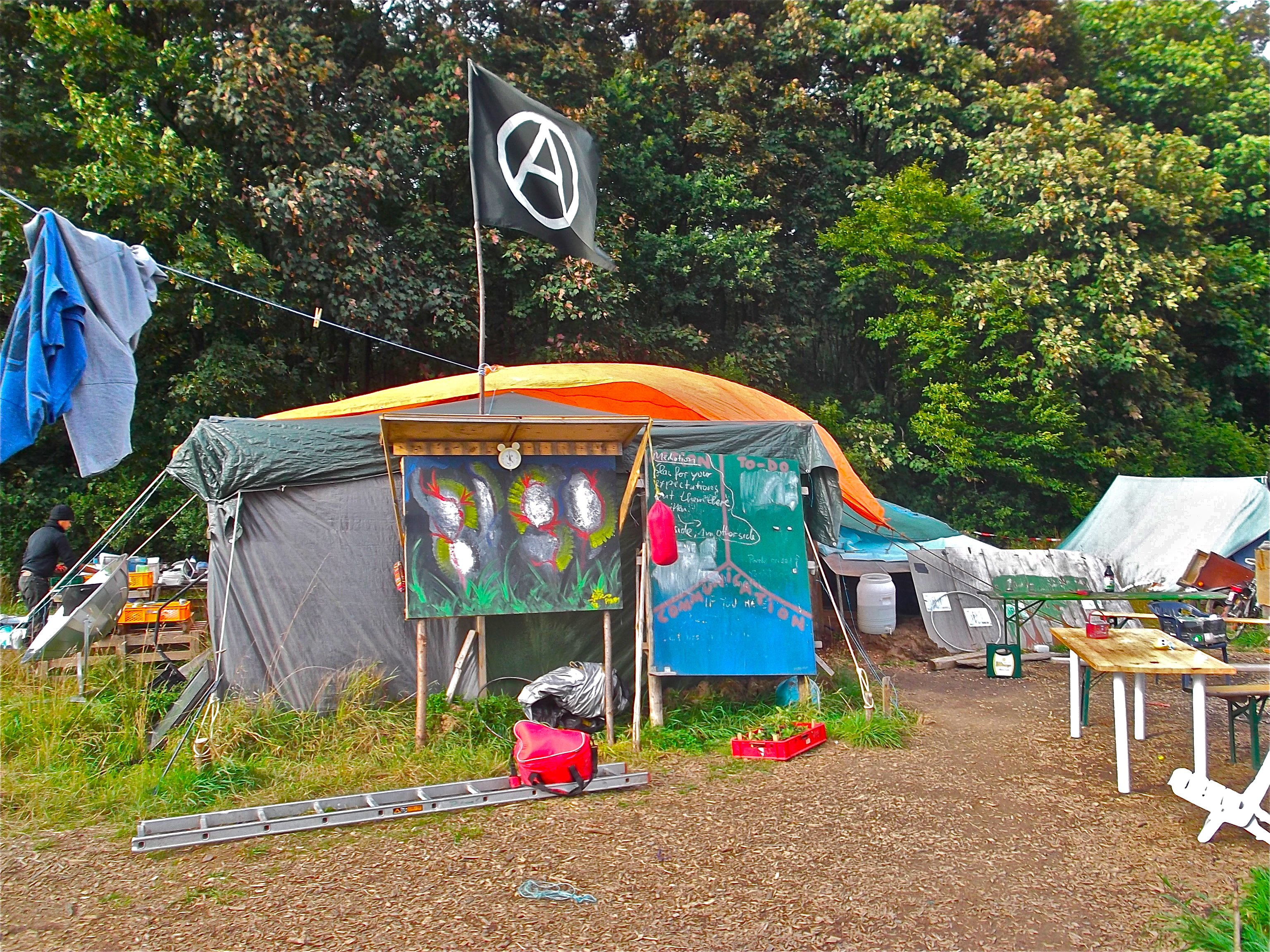
La ZAD de Hambach en Allemagne.

Hors de France, certaines occupations militantes ont également été qualifiées de zone à défendre. Par exemple, la forêt de Hambach en Rhénanie-du-Nord-Westphalie (Allemagne), la ZAD d'Arlon en Belgique, ainsi que la « ZAD de la colline » au Mormont (Suisse).
La ZAD a été utilisée comme mode d'expression politique, sans la dimension de contestation d'un projet d'aménagement, à Rouen, à la suite de la mort du militant écologiste Rémi Fraisse à Sivens. Pendant trois jours, des militants construisent un village de palettes devant le Palais de justice de Rouen pour interpeller les passants sur la répression policière avant d'être expulsés par les forces de l'ordre.

### Étymologie et usage du mot
L'acronyme « ZAD » est un détournement de zone d'aménagement différé, : sur le site du projet d'aéroport de Notre-Dame-des-Landes, dès 1974, une « zone d'aménagement différé » de 1 225 ha était établie. Elle a été renouvelée deux fois, provoquant la mutation de la zone d'aménagement différé de Notre-Dame-des-Landes en première « zone à défendre » à apparaître en France. À la différence des « zadistes », activistes des zones à défendre, les simples habitants, passifs quoique sinistrés, des zones d'aménagement différé étaient, dans les années 1970, qualifiés de « zadés ».
Dès 1974, une ZAD était également présente à Marckolsheim en opposition à la centrale nucléaire de Fessenheim.
En novembre 2014, les termes « ZAD » et « zadistes » ont été déposés à l'INPI par René Leblanc, ancien maire de Quelneuc, ancien directeur départemental des marques de l'INPI et opposant à l'aéroport de Notre-Dame-des-Landes, qui dit avoir voulu ainsi éviter leur récupération à des fins mercantiles.
En 2015, le terme « zadiste » entre dans le dictionnaire Le Petit Robert version 2016 : « Militant qui occupe une ZAD pour s'opposer à un projet d'aménagement qui porterait préjudice à l'environnement »,. Le Petit Robert date l’apparition de l'acronyme ZAD pour « Zone à défendre » à 2011 et zadiste à 2012.

## Sociologie
Le terme « ZAD » est entre autres employé par des militants, souvent issus des milieux écologistes radicaux et anticapitalistes, qui utilisent les zones occupées en question pour y développer des projets à vocation politique et/ou sociale. Les militants animant une ZAD sont surnommés les « zadistes ».
D'après Philippe Subra, contrairement aux « opposants classiques » « qui mènent une vie normale (un emploi, des enfants, des crédits, etc.) et ne sont entrés dans la lutte contre le projet qu'en raison de l'impact que celui-ci aura sur leur vie », « les zadistes sont dans leur majorité de jeunes militants ou sympathisants altermondialistes, peu insérés dans le monde du travail (ou ayant quitté volontairement leur emploi pour se consacrer au militantisme) ».
Les zadistes, au-delà de la mouvance altermondialiste qui les rassemble, regrouperaient des profils variés : « les plus radicaux cherchent une confrontation avec l’État et les forces de l’ordre. Les plus modérés ont une conception plus défensive de la violence ».

## Objectifs
Philippe Subra indique : « Comme les autres opposants, les zadistes cherchent à obtenir l'abandon du projet d'aménagement ; mais ils poursuivent en même temps un autre objectif, moins immédiat et plus général : dénoncer et combattre la mondialisation libérale », ce qui les conduit à vouloir créer d'autres ZAD sur le territoire français, comme l'exprime le slogan « ZAD partout ».
Selon Subra , « la violence est consubstantielle au principe même d’une ZAD, qui consiste à occuper en permanence un lieu pour empêcher la réalisation d’un projet ».

## Principales ZAD

### France
Projet d'autoroute E7 axe Bordeaux-Valence (Oloron-Sainte-Marie)
Pour lutter contre le projet d'autoroute E7, axe Bordeaux-Valence et la déviation vers Oloron-Est, une ZAD est installée depuis juin 2017 au lieu-dit le Gabarn. Le militant écologiste Éric Petetin lutte contre le projet depuis son commencement il y a plus de 30 ans. La ZAD est toujours actuelle. Des conflits ont récemment éclaté entre les autorités et les militants. Le 22 novembre 2019, des personnes ont été expulsées par la gendarmerie.
Projet Center Parc dans la forêt de Roybon
De novembre 2014 à octobre 2020, des militants écologistes se sont installés dans la forêt de Roybon pour lutter contre le projet de construction d’un parc de loisirs sur une zone naturelle. En 2016, la justice administrative s'oppose au projet de construction du parc après presque 10 ans de débat. Le 21 mai 2019, la cour administrative d’appel de Lyon ordonne une expertise qui détermine les zones humides à protéger.
Le groupe Pierre et Vacances annonce le 8 juillet 2020 l’abandon du projet : « Depuis plus de dix ans, des procédures judiciaires contestant les autorisations administratives ont fait obstacle à la réalisation du projet. L’autorisation de défrichement, indispensable à sa réalisation, étant devenue caduque, et l’accès du site étant bloqué par des « zadistes » occupant illégalement le terrain depuis 2014, Center Parcs a décidé de se retirer de ce projet ». La ZAD est démantelée et ses occupants dispersés le 13 octobre suivant.
Projet Cigéo à Bure
En juin 2016, des opposants au concept d’enfouissement des déchets nucléaires créent une ZAD dans une commune proche de Bure. Elle est expulsée en février 2018 par les forces de l’ordre. Le site a fait l'objet d'une tentative de réoccupation le 18 juillet 2019.
Projet d'aéroport à Notre-Dames-des-Landes
Occupée depuis 10 ans, la ZAD de Notre-Dame-des-Landes est devenue une zone emblématique de lutte contre le projet de transfert de l'aéroport de Nantes-Atlantique à Notre-Dame-des-Landes. De nombreux militants de tous horizons vivent sur le site qui est devenu, avec le temps, une vraie « société ». Malgré de nombreuses décisions de justice en faveur du projet ainsi qu’un référendum favorable à l'aéroport, la ZAD et ses occupants perdurent. En 2012, une tentative d'expulsion a échoué. Le projet a finalement été abandonné en 2018 et le site est considéré comme « une ZAD normalisée ».
Amassada à Saint-Victor-et-Melvieu (Aveyron)
Depuis 2010, un projet de construction par RTE d'un transformateur à haute tension destiné à interconnecter des parcs éoliens
de la région suscite une forte opposition, sous la forme d'occupations d'une partie des terrains concernés par des militants autonomes, écologistes et libertaires qui y ont construit en 2015 une cabane nommée l'Amassada (ambassade en occitan). Le 2 novembre 2019, plus de 300 personnes sont expulsées par les forces de l'ordre.
Projet Grand Contournement Ouest de Strasbourg
À quelques kilomètres de Strasbourg, des militants sont installés depuis février 2017 dans une zone à défendre, contre le projet d'autoroute à péage GCO. Le projet devrait engendrer la destruction de plusieurs hectares agricoles et forestiers. Les opposants ont donc installé cabanes et banderoles sur les 24 km de la future autoroute. Il y a également eu plusieurs manifestations et du matériel de chantier a été saboté. Néanmoins, le 4 septembre 2019, les manifestants sont expulsés.
Projet d'urbanisation de la plaine de Montesson
Pour lutter contre l'urbanisation, les habitants de Montesson ont développé une ZAD qu’ils n’occupent pas, mais sur laquelle ils cultivent des pommes de terre. Communément nommé la « Zad Patate », le jardin potager est ouvert à tous.
Projet barrage de Sivens
Un projet de barrage a été lancé en 2014 dans la vallée de Sivens. L’objectif était de créer un lac artificiel dans la vallée de Tescou afin de faciliter l’irrigation des terres agricoles aux alentours. Après plusieurs contestations, manifestations et confits entre Zadistes et les agriculteurs, le projet a finalement été abandonné en 2015. Un nouveau projet de barrage, monté en 2019, est en cours d’expertise.
La ferme des mille vaches Buigny-Saint-Malou
En septembre 2014, un projet de ferme industrielle voit le jour dans la campagne de Buigny-Saint-Maclou. Des protestations ont alors éclaté contre cette « ferme usine » et des manifestants ont attaqué plusieurs fois en justice les gérants de cette ferme. Malgré ces protestations, le projet de ferme industrielle a abouti et accueille aujourd'hui un cheptel de 800 vaches au lieu des 500 prévues.
Projet dans la Vallée de la Suse
Le mouvement NO TAV a été créé en 2005 à la suite de l’annonce du projet de ligne à grande vitesse entre Lyon et Turin. Une ZAD a été montée entre mai et juin 2011 et plusieurs zadistes ont été poursuivis en justice.
Projet EuropaCity à Gonesse
Le projet de construction de EuropaCity, un mall du groupe Auchan, sur les terres agricoles du Triangle de Gonesse a abouti à la création d'une ZAD. Les lieux ont été investis par des milliers de manifestants dès 2018. Le collectif pour le Triangle de Gonesse et d’autres associations ont fait plusieurs appels à manifester et ont mené une bataille juridique afin que ce projet soit annulé. Le projet a été abandonné par le Gouvernement le 7 novembre 2019,.
Projet d'aménagement du Grand port maritime de Nantes-Saint-Nazaire à Frossay
En 2019, le Grand port maritime annonce vouloir créer un parc industriel « dédié aux éco-technologies marines » sur le site du Carnet, près de Frossay, en Loire-Atlantique. Cet aménagement fait partie des projets « clés en main » présentés par Emmanuel Macron en janvier 2020. Fin août 2020, la ZAD du Carnet occupe le site. Elle est expulsée en mars 2021. Le projet d'aménagement du Grand port maritime est alors mis en pause.
Projet d'autoroute A69 dans le Tarn
Le 21 octobre 2023, à la suite d'une manifestation d'entre 9 500 et 2 400 personnes contre le projet d'autoroute A69, des militants écologistes ont commencé l'occupation d'un édifice dont les occupants ont été expropriés par le chantier. Le lendemain, le préfet du Tarn a initié une opération des forces de l'ordre pour évacuer les lieux.

### Suisse
La ZAD (zone à défendre) de la Colline est située sur la colline du Mormont, près d'Éclépens et de La Sarraz, en Suisse. Première ZAD de Suisse, elle a pour but d'empêcher l'extension de la carrière de ciment d'Holcim, qui menacerait le plateau de la Birette.

### Filmographie
- Le dernier continent, documentaire de Vincent Lapize, À perte de vue & Réel Factory, 77 min, 2015.
- Le tarmac est dans le pré, documentaire de Thibault Férié, Point du jour, 52 min, 2013 (diffusé en octobre 2013 sur France 3).
- Des tracteurs contre des avions, documentaire de Christian Baudu, Canal automedia NopubNosub, 31 min, janvier 2013.
- Notre-Dame-des-Landes, au cœur de la lutte, documentaire de Pierrick Morin, 70 min, mars 2012.
- La résistance respire, long métrage de Roxane Tchegini, Terre éveillée, 2015.
- Problemos, long métrage d'Éric Judor, 2017.
- Une zone à défendre, long métrage de Romain Cogitore, 2023[61].

### Radio
- Florian Delorme, Du Rojava à la Zad, l’autogestion en partage, Cultures Monde, Territoires d'exception (4/4), France Culture, 17 mai 2018, écouter en ligne.